# Wismar
Wismar egy kis kikötőváros, egykori Hanza-város, Németország északi részén, a Balti-tenger partján, Mecklenburg-Elő-Pomeránia szövetségi államban. Kb. 45 km-re fekszik keletre Lübecktől és 30 km-re északi irányban Schwerintől. Természetes kikötőjét a Wismari-öbölben turzás védi. Lakossága 1905-höz képest megduplázódott 21 902 lakosról 45 388 lakosra. Építészetére jellemző a téglagótika. Óvárosát 2002-ben felvették az UNESCO világörökség listájára.

## A név eredete
A város neve a szláv Vysěmêr vagy Visemêr településnévből ered. 1229-ben Wyssemaria-nak, 1230-ban Wissemaria-nak, 1246-ban Wismaria-nak hívták a települést.

## Történelme
A 10. századig a szlávok lakták a területet. Nem messze a mai várostól a 8. században egy viking kereskedelmi hely volt, amely 808-ban leégett.
A Wismar nevet először 1147-ben említik az írások a Wizmar Havn (Wizmar-öböl) néven.
1211-ben az írások két hajót említenek, amelyek a település tulajdonát képezik.
Wismar 1229-ben kapott városi kiváltságokat, majd 1301-től Mecklenburg része lett. 1259-ben szövetséget kötött Lübeck és Rostock városokkal a Balti-tengeri kalózok elleni védelemben, melyből később kialakult a Hanza-szövetség. A 13. és 14. századok során virágzó Hanza-város volt gyapjúárugyártó manufaktúrákkal. Noha az 1376-os pestisjárvány több mint 10 000 lakosát elpusztította, a város képes volt jómódúnak maradni a 16. századig.
A vesztfáliai béke következtében 1648-ban Wismar, Poel sziget és Neukloster svéd fennhatóság alá került. A németországi svéd területeket kormányzó grófok (Reichsfürsten) révén a svéd király képviseltette magát a Német-római Birodalom országgyűléseiben. 1803-ban Svédország eladta 1 250 000 királyi dinárért (Riksdaler) a várost Mecklenburgnak, de megtartotta a visszavásárlás jogát 100 év elteltével. Emiatt Wismar nem képviseltethette magát a Mecklenburgi országgyűlésen csak 1897-től. 1903-ban Svédország véglegesen lemondott a városról.
1848-ban megépült a schwerini vasút, amelyet 1883-ban a rostocki, majd 1897-ben a karowi követett.
A 20. század elején Wismar iparának nagy részét a vasmegmunkálás, gépipar, papírfeldolgozás valamint aszfaltkészítés adta. Ugyanakkor számottevő kereskedelmet is folytatott, főleg tengeren. Exporttermékei között volt a gabona, vaj, importált szenet, fát és vasat. Miután természetes kikötője kellően mély volt, képes volt 5 m merülési mélységű gőzhajókat is fogadni.
A második világháború alatt a várost lebombázták. Sok történelmi épület lett a bombák ill. a tűz áldozata. 1945. július 1-jén vonult be a vörös hadsereg Wismarba. 1952-ben a Rostocki körzet része és járási székhely lett.
2002-ben az UNESCO az óvárost a világörökség részévé nyilvánította.

## Címer

címer 1918-1995 között

Wismar hanza-város nyomdai jele

Wismar hanza-város címere egy kék pajzs. Ezüst színben a címer alján három ezüst hal található. Az alsó hal jobb felé fordul, a két felső hal közül a bal oldali jobbra, míg a jobb oldali balra néz. A címer közepén helyezkedik el egy hajó képe, amelynek árbócán egy aranysárga pajzs látható, benne egy koronás bika képével. Az árbóc tetején egy aranyszínű kereszt áll. A kereszt alatt egy fehér-piros csíkos zászló lobog. A pajzs és a zászló között egy sárga árbóckosár található.
A hanza-város nyomdai jele egy osztott pajzs. A bal oldalon egy fél, koronás bika van. A jobb oldal fehér-piros csíkkal tarkított.

## Közlekedés

### Városi közlekedés
A városi pályaudvar az óvárostól északkeletre fekszik. Ide futnak be a RegionalExpress szerelvényei.
A pályaudvar közelében található a buszpályaudvar (ZOB). Itt van a városi és a távolsági buszok végállomása is.
Munkanapokon ezek a buszvonalak vannak:
- A vonal: Seebad Wendorf ↔ ZOB ↔ Bahnhof ↔ Lindengarten ↔ Fischkaten (30 perc)
- B-D vonal: Seebad Wendorf ↔ {Am Markt → Lindengarten → Bahnhof → ZOB} ↔ Gartenstadt (30 perc)
- C vonal: Friedenshof ↔ ZOB ↔ Bahnhof ↔ Lindengarten ↔ Dargetzow (60 perc)
- E vonal: Friedenshof ↔ ZOB ↔ Bahnhof ↔ Lindengarten ↔ Rothentor (60 perc)
- F vonal: Weidendammplatz → Hegede → Am Markt → Dahlberg → Weidendammplatz (30 perc)
- G vonal: Ostseeblick ↔ Wendorf ↔ Gartenstadt ↔ Lindengarten ↔ Bahnhof ↔ ZOB (60 perc)
- 242 vonal: (Proseken ↔ Gägelow ↔) Ostseeblick ↔ Lindengarten ↔ Bahnhof ↔ Dargetzow ↔ Kritzow

Wismart az A 20-as autópályán Rostockból érhetjük el. Az A 14-es autópálya, amely Lübecket köti össze 2009-ben fejezik be egészében.

## Főbb látnivalói
- Piactér (Marktplatz) – a legnagyobb hasonló jellegű építmény Németországban (10 000 m²). Elegáns épületek fogják közre, melyek között találunk 14. századitól kezdve 19. századiakat is. Központja egy 1602-ből származó, Hollandiából hozott, vasrácsokkal védett kút, a Wasserkunst. Északi oldalán található a Városháza (Rathaus), mely neoklasszikus stílusban épült 1817–1819 között. A tér egyik legszebb épülete az 1380-ban épült Alter Schwede (Öreg svéd).
- Marienkirche – ma már csak a 80 m magas torony tanúskodik az egykori (13. század) templomról, mely a téglagótika egyik legszebb alkotása volt. A második világháború súlyos pusztításait követően, 1960-ban a kelet-német kommunista vezetés elrendelte lebontását.
- Nikolaikirche – 1381 és 1460 között épült. Magas hajójával az Észak-németországi téglagótika egyik kiemelkedő építménye.
- St Georgen-Kirche – a 13. század első felében épült. A második világháborúban elpusztították, de 1990-ben újjáépült.
- Fürstenhof – az egykori hercegi palotát ma a városvezetés használja. 1552 és 1565 között épült, majd 1877–1879 között restaurálták. Belsejét korai reneszánsz freskók díszítik.
- Régi Iskola – 1300 környékén épült, ma múzeumként üzemel.

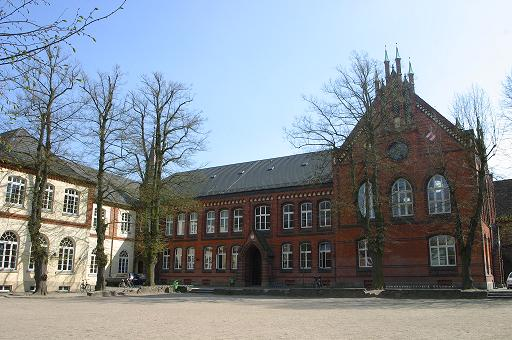
Nagy városiskola

## Oktatás
Wismarban egy szakfőiskola, a Wismar főiskola található.
A városban 2 gimnázium van. A Gerhart Hauptmann Gimnázium a Dahlmannstraßén van a Wismari Nagy Városiskola mellett.
A városban található továbbá:
- Johann Wolfgang von Goethe Gyűjtőiskola (IGS) (Domonkos-kolostor)
- 4 alapiskola
- egy zeneiskola
- 2 magániskola

## Kultúra

### Múzeumok
- Wismari Várostörténeti Múzeum "Schabbellhaus"
- Baumhaus
- Tanácsépület pincéje
- KUNSTstoff - A mai művészetek galériája
- Technikai Állami Múzeum
- Hanza Pezsgőpincészet

## Lakosság
| Év                  | Lakosság |
| ------------------- | -------- |
| 1300                | 5000     |
| 1632                | 3000     |
| 1799                | 6000     |
| 1818                | 6 700    |
| 1830. december 1. 1 | 10 560   |
| 1840. december 1. 1 | 11 427   |
| 1850. december 1. 1 | 12 975   |
| 1860. december 1. 1 | 13 253   |
| 1871. december 1. 1 | 14 068   |
| 1875. december 1. 1 | 14 462   |
| 1880. december 1. 1 | 15 518   |
| 1885. december 1. 1 | 15 797   |
| 1890. december 1. 1 | 16 787   |

| Év                    | Lakosság |
| --------------------- | -------- |
| 1895. december 2. 1   | 17 809   |
| 1900. december 1. 1   | 20 222   |
| 1905. december 1. 1   | 21 902   |
| 1910. december 10. 1  | 24 378   |
| 1916. december 1. 1   | 21 513   |
| 1917. december 5. 1   | 21 819   |
| 1919. október 8. 1    | 25 201   |
| 1925. június 16. 1    | 26 016   |
| 1933. június 16. 1    | 27 493   |
| 1939. május 17. 1     | 36 054   |
| 1945. december 1. 1   | 37 832   |
| 1946. október 29. 1   | 42 018   |
| 1950. augusztus 31. 1 | 47 486   |

| Év                   | Lakosság |
| -------------------- | -------- |
| 1955. december 31.   | 54 834   |
| 1960. december 31.   | 55 400   |
| 1964. december 31. 1 | 55 067   |
| 1971. január 1. 1    | 56 287   |
| 1975. december 31.   | 56 811   |
| 1981. december 31. 1 | 57 718   |
| 1985. december 31.   | 57 465   |
| 1988. december 31.   | 58 058   |
| 1990. december 31.   | 55 509   |
| 1995. december 31.   | 50 368   |
| 2000. december 31.   | 47 031   |
| 2005. december 31.   | 45 391   |
| 2006. december 31.   | 45 182   |
| 2008. december 31.   | 44 730   |

1 Népszámlálás

## Média
A városban több filmet is forgattak:
- „Nosferatu, eine Symphonie des Grauens“
- „SOKO Wismar“
- „Das Geheimnis meines Vaters“

Wismarban működik a Wismar TV, amely városi televízió és a város híreit, embereit mutatja be.
Az Ostsee-Zeitung a régió lapja, amelyet itt nyomtatnak. Emellett még több ingyenes újság is megjelenik a városban.

## Wismar híres szülöttei
- Klaus Störtebeker (1360-1401) kalózvezér
- Gottlob Frege (1848-1925) német matematikus
- Gustav Neckel (1878-1940) középkorkutató
- Marita Koch (1957) német atléta

## További információk

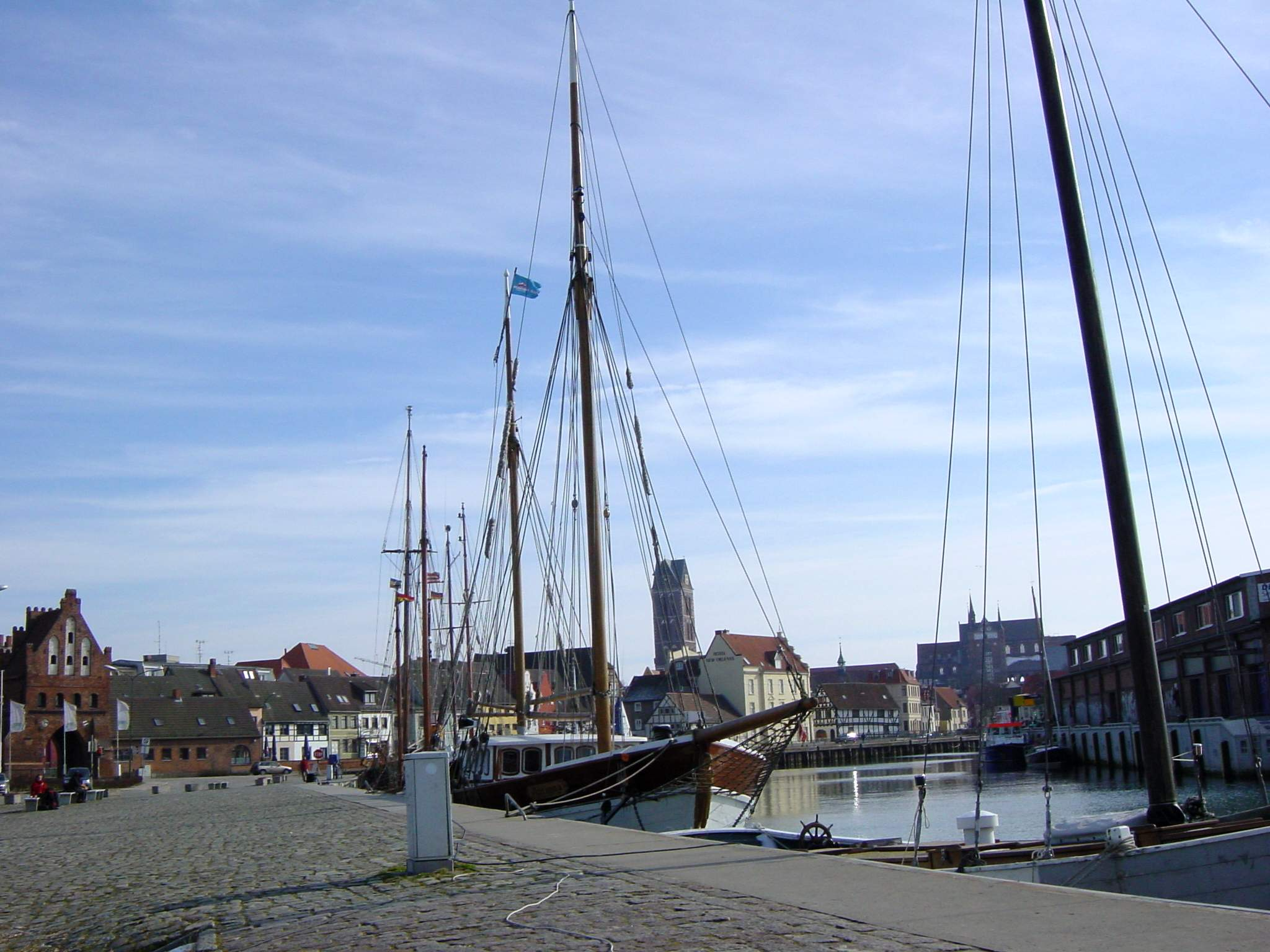
Régi kikötő
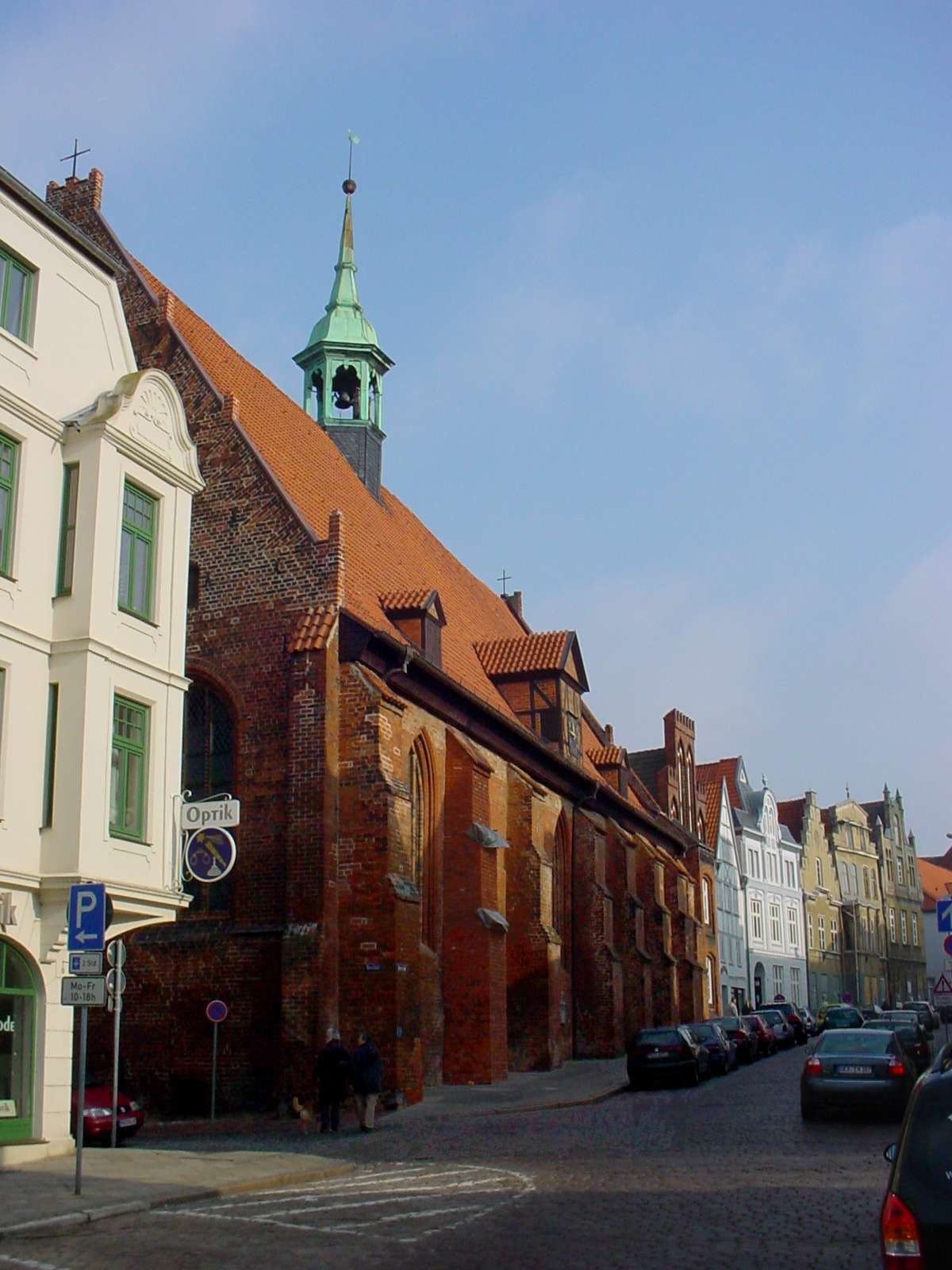
Heiligen-Geist-Kirche
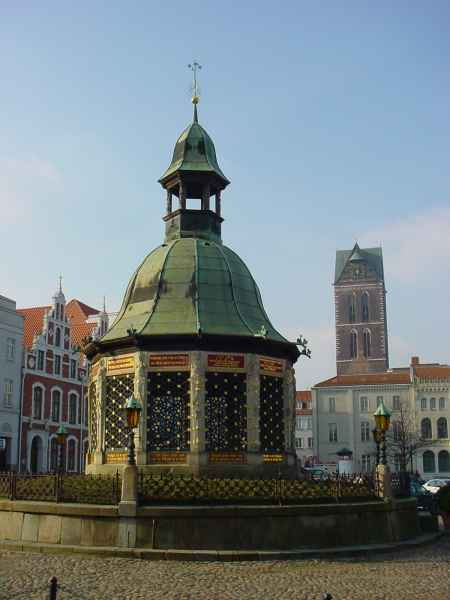
Wasserkunst
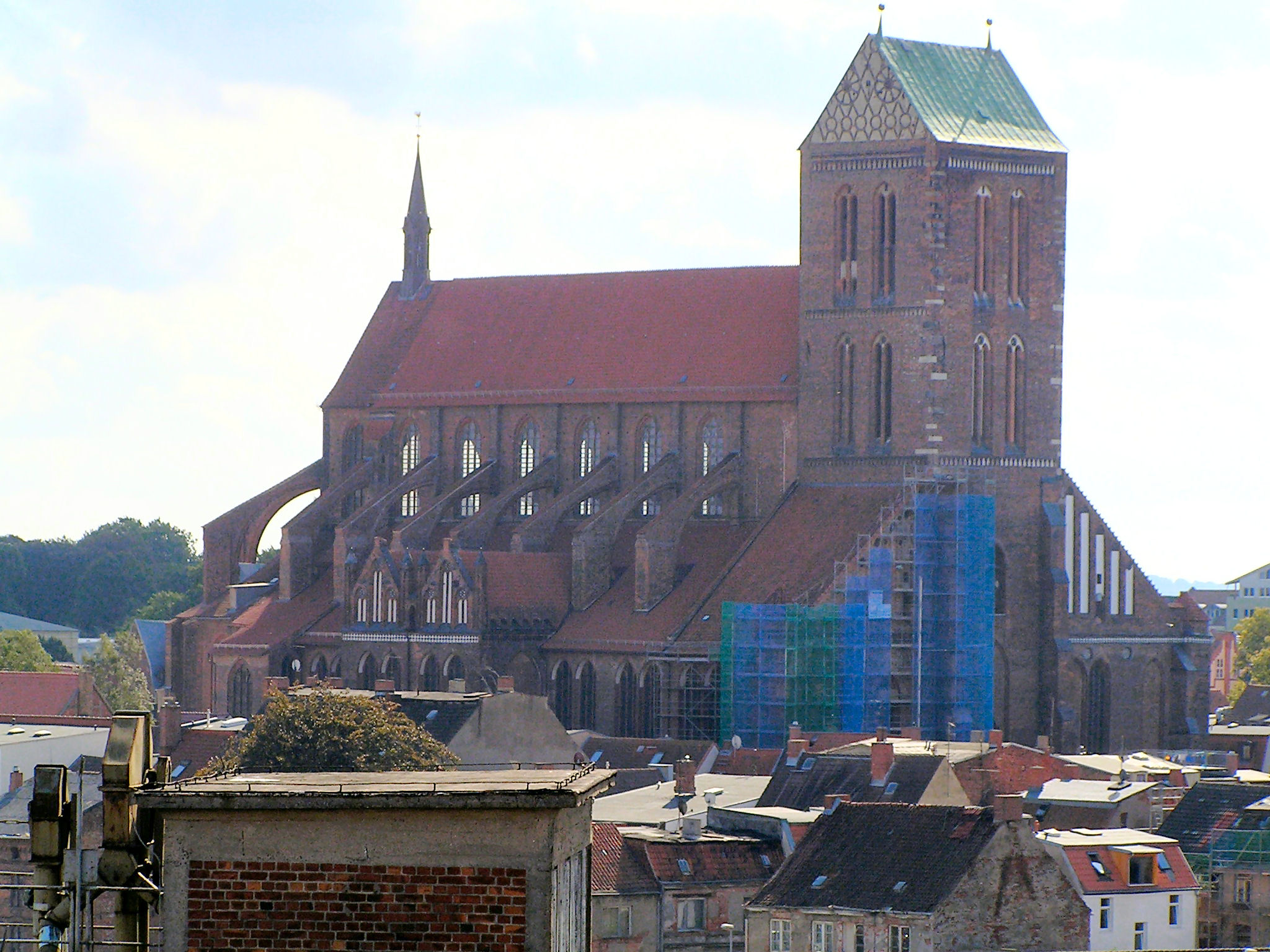
Nikolaikirche
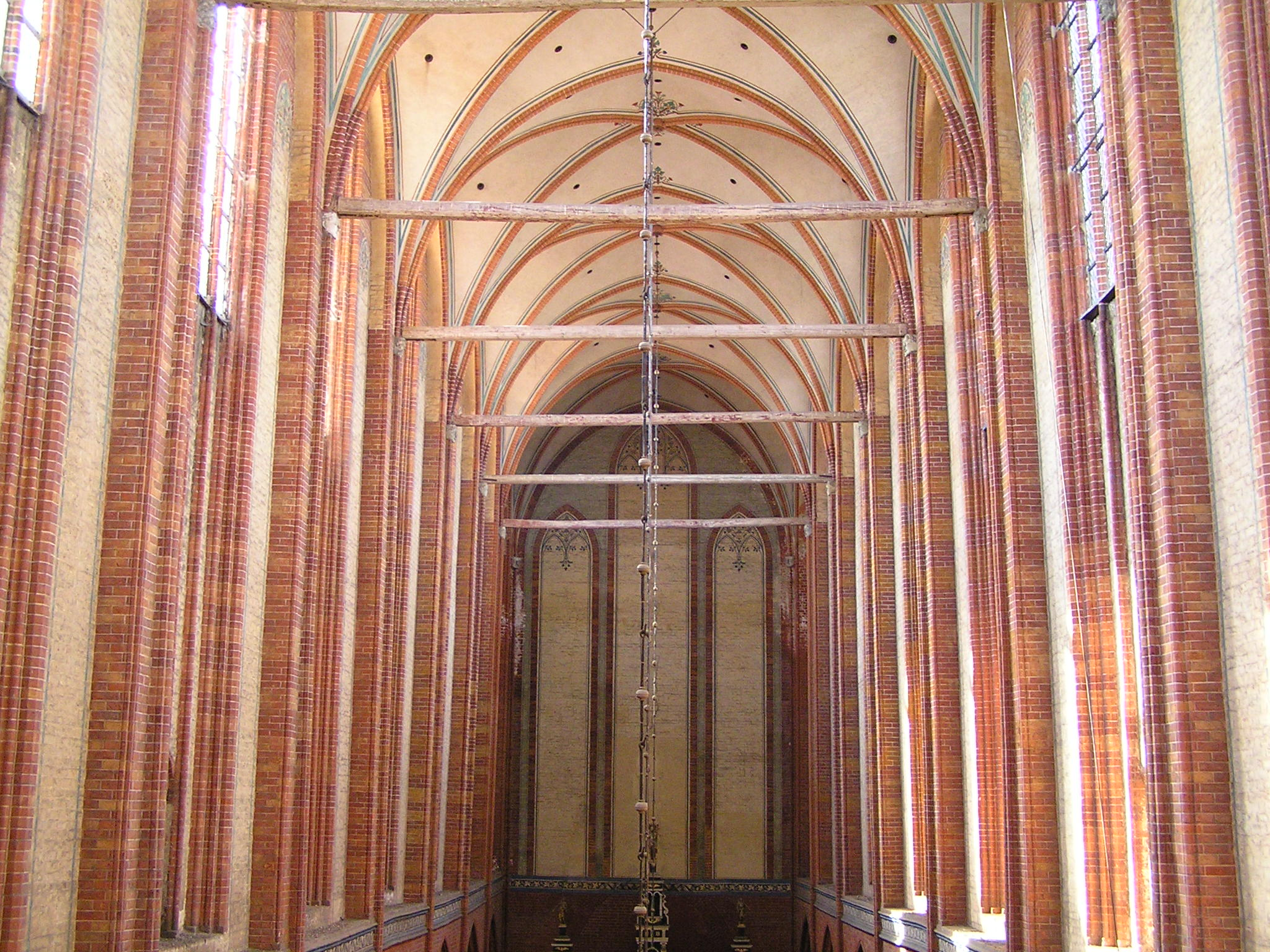
Nikolaikirche belsője
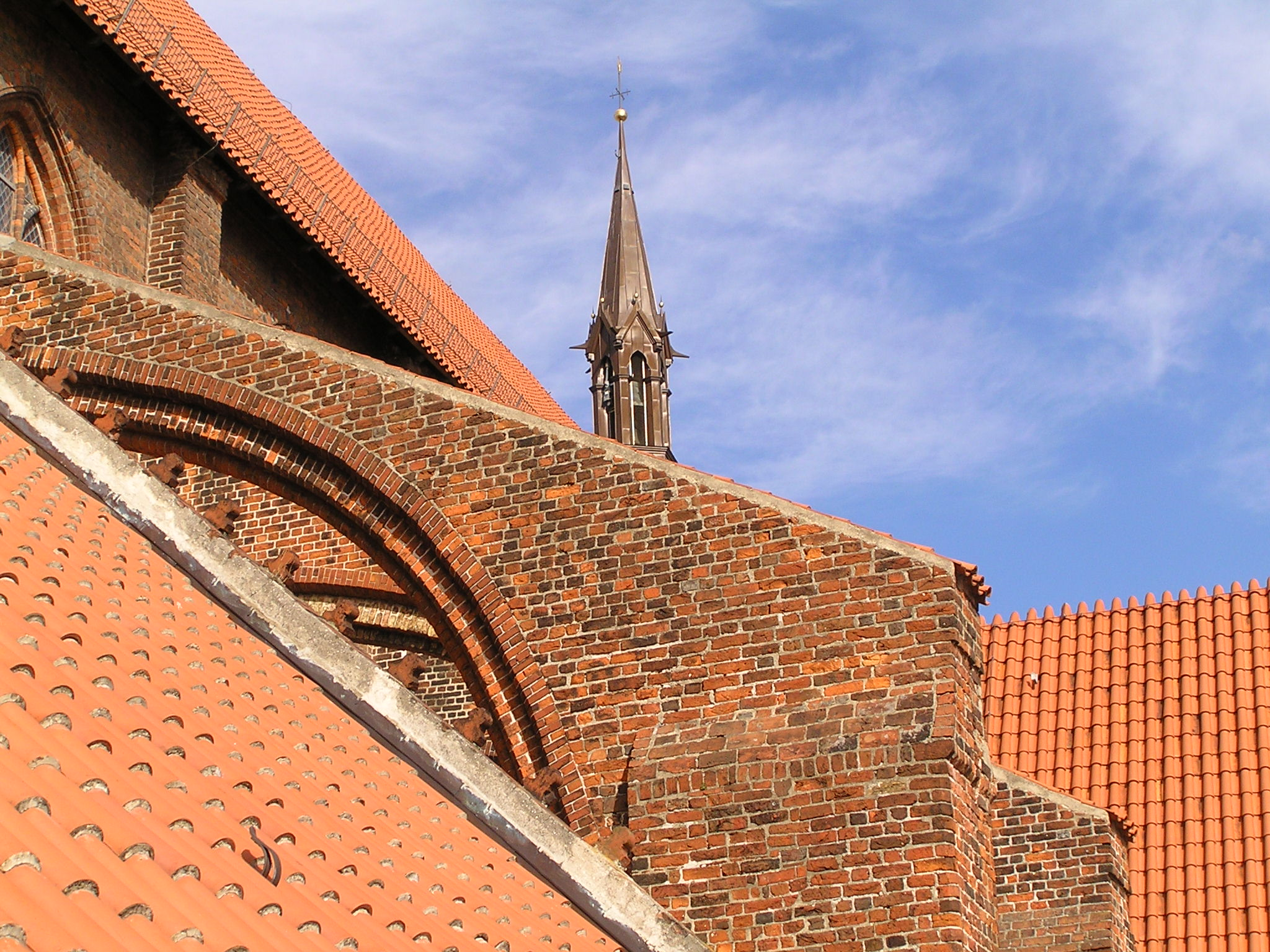
Nikolaikirche tetője
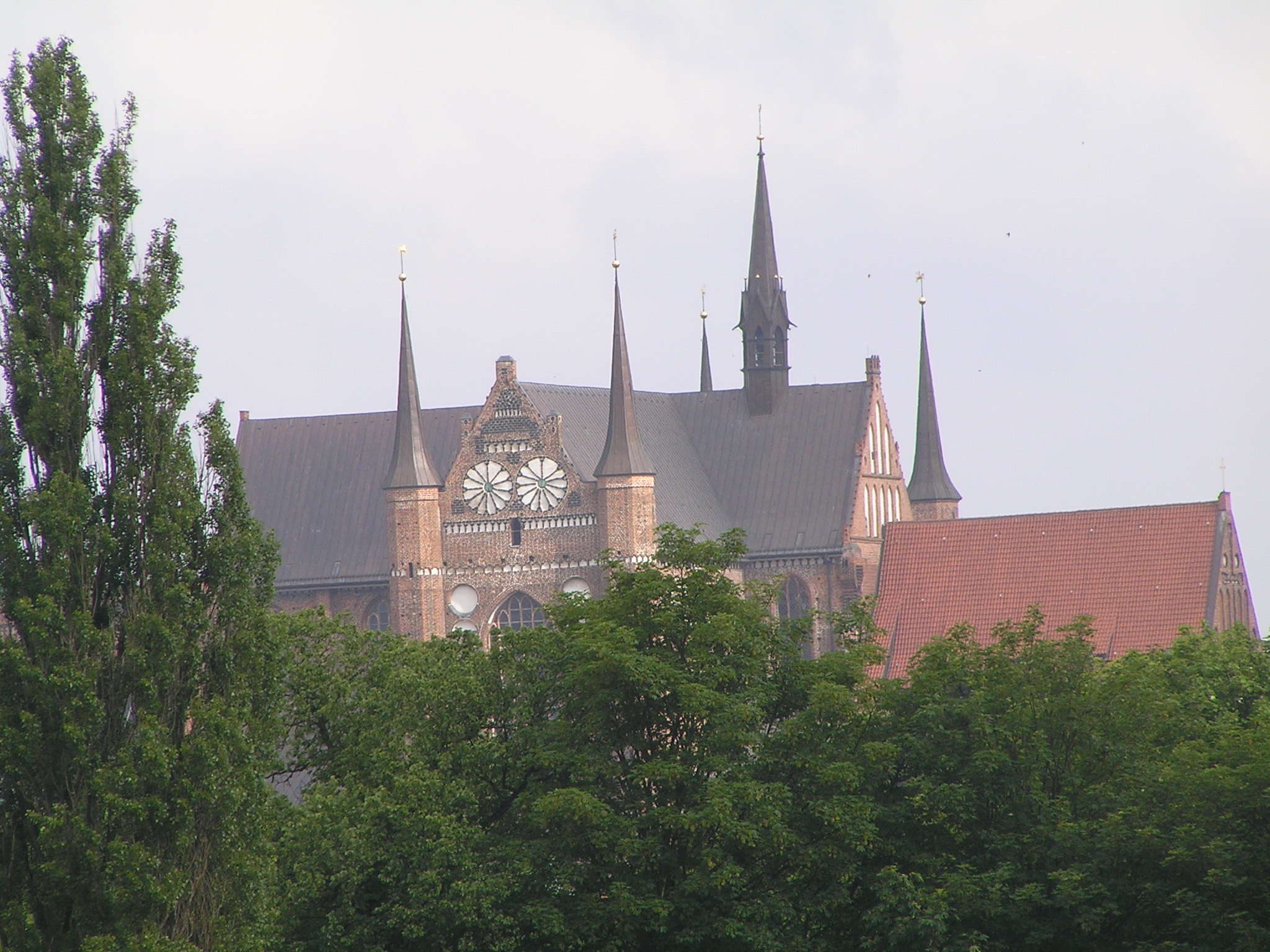
St Georgen-Kirche
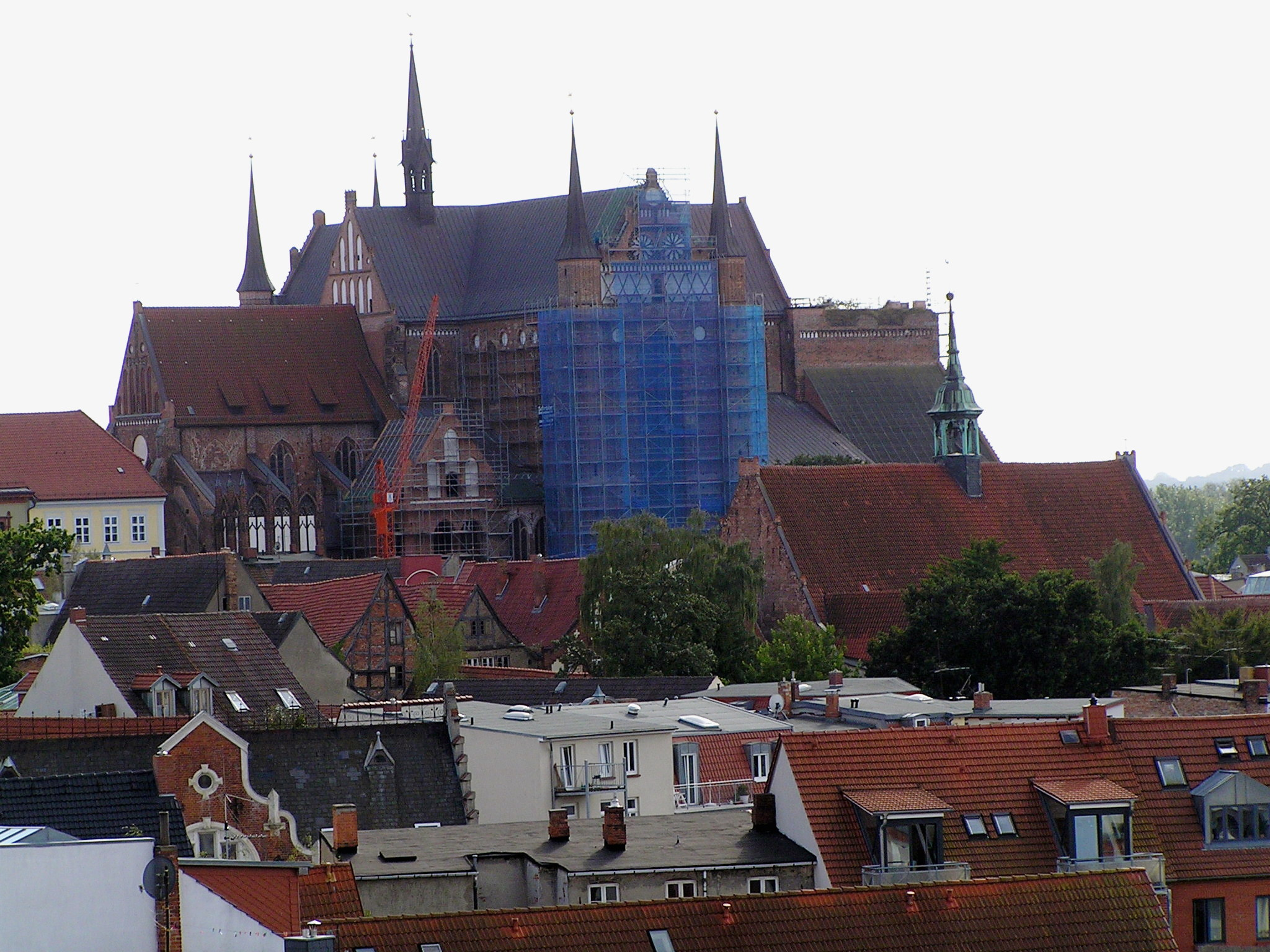
St Georgen-Kirche
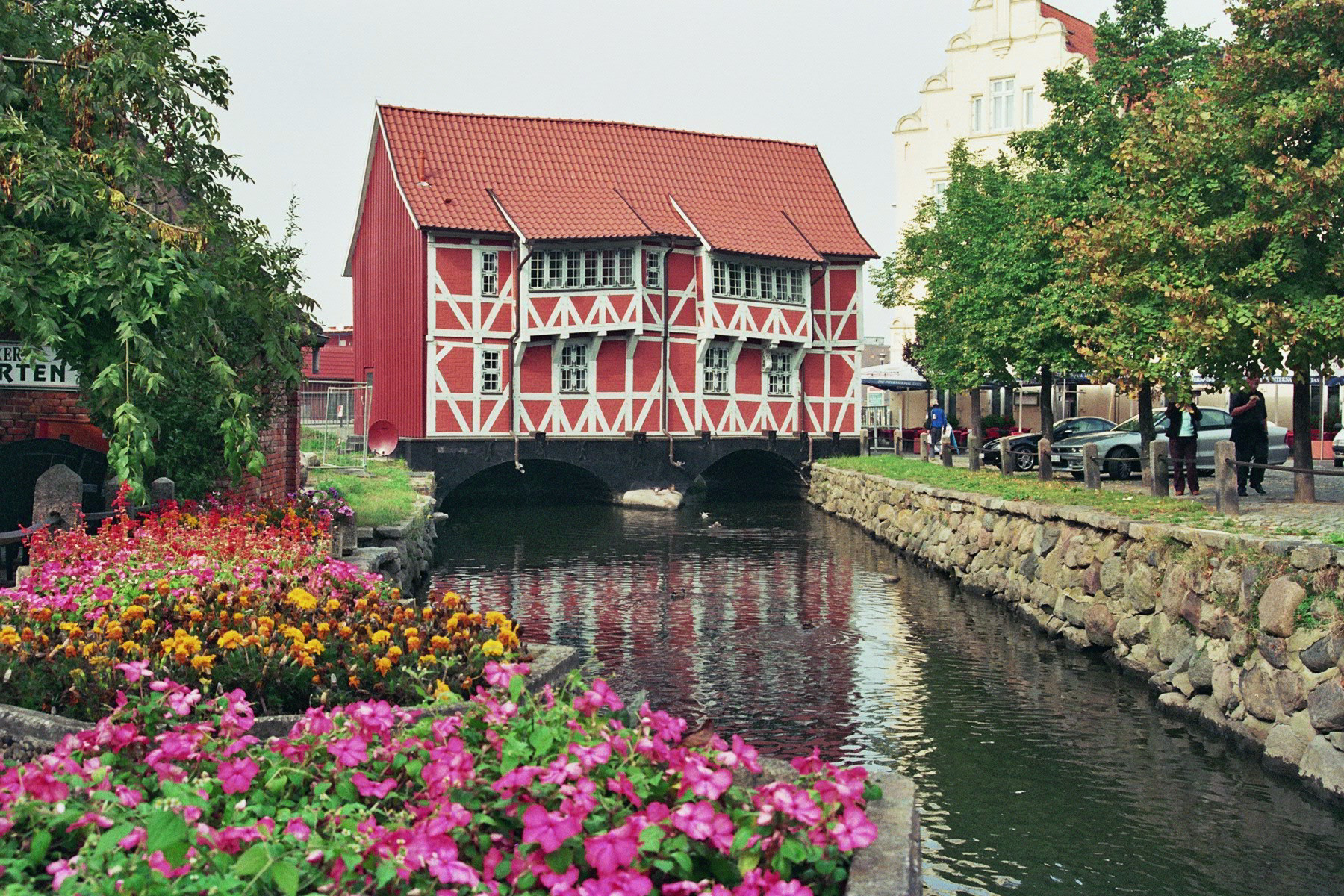
csatorna felett épült ház
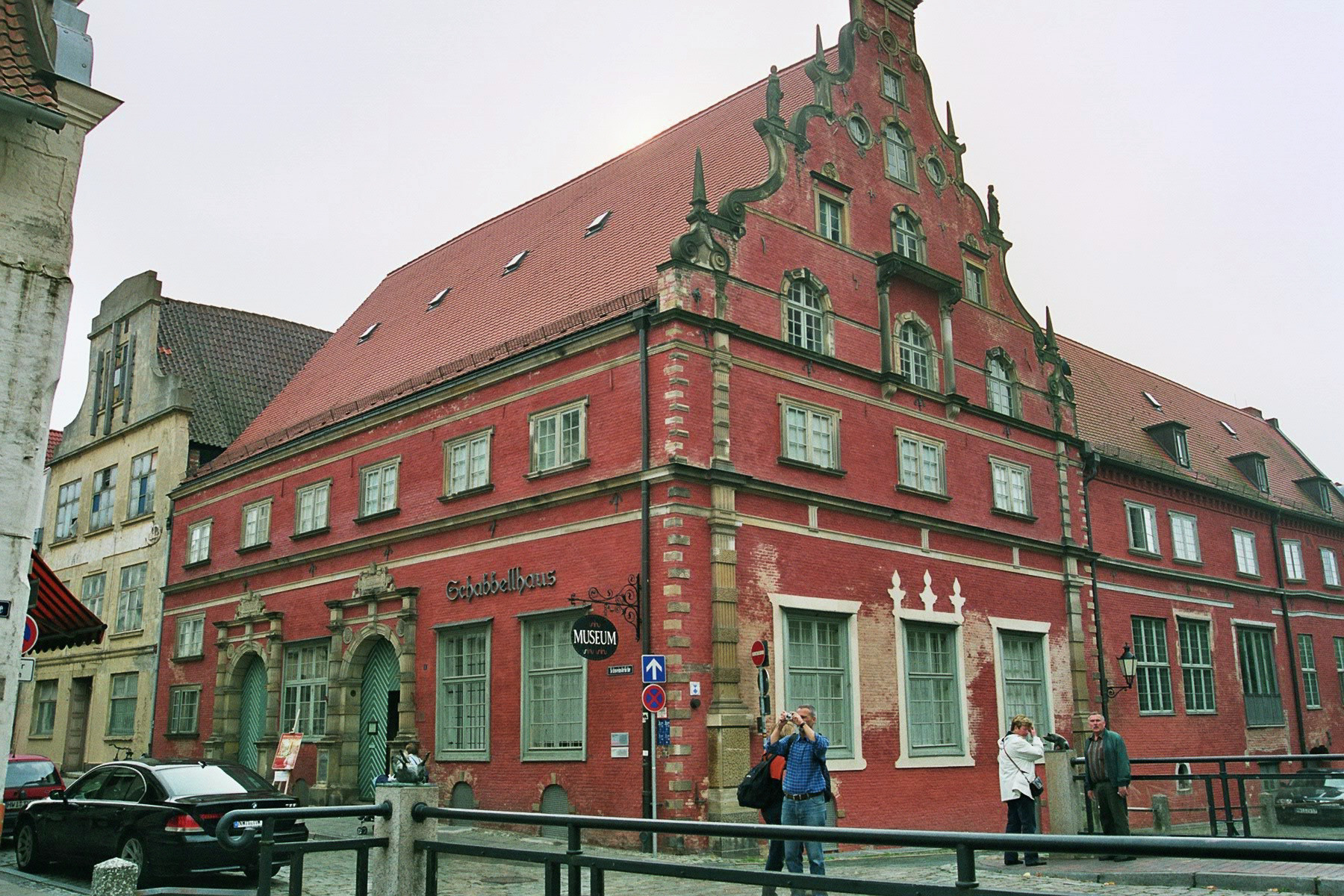
Helytörténeti Múzeum

## Testvértelepülések
- Finnország Kemi, 1959
- Németország Lübeck, 1987
- Dánia Aalborg 1988
- Svédország Kalmar 2002